# Ezio Riboldi
Ezio Riboldi (Vimercate, 28 agosto 1878 – Monza, 27 gennaio 1965) è stato un politico italiano.
Fu il primo sindaco socialista di Monza, in carica dal 1914 al 1917.

## Biografia
Si laureò in lettere e giurisprudenza a Milano. Fu avvocato e docente nei licei monzesi.
Attivo nel Partito Socialista Italiano, divenne sindaco di Monza nel 1914. Durante la prima guerra mondiale partecipò alla Conferenza di Zimmerwald. Nel 1918 subì un'aggressione da elementi nazionalisti da cui riportò gravi traumi.
Al Congresso di Livorno del 1921 non aderì alla scissione della frazione comunista, ma mantenne un atteggiamento massimalista che emerse anche nella dichiarazione di voto contro i pieni poteri a Mussolini; dopo aver tentato una mediazione con Costantino Lazzari e Fabrizio Maffi al III Congresso dell'Internazionale Comunista, passò al Partito Comunista d'Italia nel 1924, con il quale fu rieletto deputato. Rimase tuttavia in ottimi rapporti con Giacomo Matteotti, tant'è vero che con lui tentò, inutilmente, anche un'intesa elettorale coi comunisti. 
Arrestato la notte dell'8 novembre 1926 dai fascisti, fu dapprima confinato a Pantelleria e poi detenuto in carcere a Milano, Volterra, Turi, Parma e Civitavecchia. Nel 1933 fu graziato dietro richiesta al regime da parte della moglie, episodio che provocò l'anno successivo l'espulsione di Riboldi dal PCd'I.
Nuovamente confinato nel 1940 a Vasto Marina, negli anni successivi collaborò al giornale fascista La Verità, trattando di politica estera.
Nel dopoguerra riprese a collaborare con la stampa comunista, ma nel 1963 rifiutò di entrare nel PCI a causa della rottura tra Unione sovietica e Repubblica popolare cinese. L'anno successivo mise su carta i suoi ricordi dell'immediato primo dopoguerra, pubblicandoli per la casa editrice di Giulio Seniga.
All'annuncio della morte, nel 1965, Pietro Nenni - il quale si era astenuto, nel 1923, sulla decisione di espulsione di Riboldi e degli altri terzini del suo gruppo - ricordò il defunto nei suoi Diari.
(I diari di Pietro Nenni, 1943-1971: Gli anni del centro sinistra, diari 1957-1966 (a cura di Pietro Nenni, Giuliana Nenni, Domenico Zucàro), SugarCo, 1982, p. 444)